# Begonia octopetala
Begonia octopetala es una especie de planta perenne perteneciente a la familia Begoniaceae. Es originaria de Sudamérica.

## Descripción
Es una hierba que se encuentra en las yungas en Bolivia, Ecuador y Perú a una altitud de hasta 4000 metros.

## Taxonomía
Begonia octopetala fue descrita por Charles Louis L'Héritier de Brutelle y publicado en Stirpes Novae aut Minus Cognitae 101. 1788.
Etimología
Begonia: nombre genérico, acuñado por Charles Plumier, un referente francés en botánica, honra a Michel Bégon, un gobernador de la excolonia francesa de Haití, y fue adoptado por Linneo.
octopetala: epíteto derivado de las palabras griegas octus = "ocho" y petalus, πεταλον = "petalo", refiriéndose a una característica de la flor.
Sinonimia
- Begonia grandiflora Knowles & Westc.
- Begonia octopetala subsp. ovatiformis Irmsch.
- Huszia octopetala (L'Hér.) Klotzsch[3]